# Andramasina (stad)
Andramasina is een stad in Madagaskar, gelegen in de regio Analamanga. 

## Geschiedenis
Tot 1 oktober 2009 lag Andramasina in de provincie Antananarivo. Deze werd echter opgeheven en vervangen door de regio Analamanga. Tijdens deze wijziging werden alle autonome provincies opgeheven en vervangen door de in totaal 22 regio's van Madagaskar.

## Economie
Landbouw en veeteelt bieden werkgelegenheid aan respectievelijk 75% en 20% van de beroepsbevolking. Het belangrijkste gewas in Andramasina is rijst, terwijl andere belangrijke producten bonen en cassave betreffen. In de  dienstensector werkt respectievelijk 5% van de bevolking. 